# Fenriz
Gylve Fenris Nagell, bedre kendt som Fenriz, (født Leif Nagell 28. november 1971) er en norsk musiker.
Fenriz er bedst kendt som trommeslager, og sanger i black metal-bandet Darkthrone. Af andre kendte bands han har været medlem af kan nævnes: Dødheimsgard, Isengard og Storm.
Fenriz er kendt for ikke at bryde sig om andet end selve musikken, og nægter at spille live med Darkthrone. Han har også et åbent sind med hensyn til fildeling og i 2004 sagde han nej til en Alarmpris-nominering, fordi han ikke ønskede at være en del af den "glamourøse showbusiness-del" af musikmiljøet.

## Musikprojekter Fenriz har været involveret i
- Darkthrone – Trommer og somme tider sang (1986 – )
- Dødsheimgard – Sang, bas (1994 – 1995)
- Isengard – Alle instrumenter (1989 – 1995)
- Storm – Trommer, sang (1993 – 1995)
- Valhall – Trommer (1987-1989)
- Neptune Towers – Keyboard (1993-1995)
- Eibon – Trommer (1999-?)[kilde mangler]
- Strid[kilde mangler]
- Vombator[1]
- DJ Ebola (Ikke den tyske dj med samme navn)[kilde mangler]
- DJ Evelen

### Gæsteoptrædener
- Satyricon – Sangtekst på Nemesis Divina (1996 og trommer på Rebel Extravaganza (1999)
- Ulver – Vokal på sangen "A Song of Liberty Plates 25-27" fra albummet Themes from William Blake's The Marriage of Heaven and Hell (1998)
- Aura Noir – Vokal på Increased Damnation (2000) ogThe Merciless (2004)
- Cadaver Inc. – Baggrundsvokal
- Thorns – Guitar og trommer
- Seth – Sangtekster[kilde mangler]